# 1937-es női sakkvilágbajnokság (Menchik–Graf)
Az 1937-es női sakkvilágbajnoki párosmérkőzést 1937. június 26. és július 17. között rendezték meg a  világbajnoki címet védő, 1921 óta Angliában élő, csehszlovák állampolgárságú Vera Menchik és kihívója, a német Sonja Graf között. A mérkőzésre az alsó-ausztriai Semmeringben, a Grand Hotel Panhansban került sor. A találkozó egyéni kezdeményezésre jött létre, de a Nemzetközi Sakkszövetség (FIDE) hivatalosnak fogadta el: a szövetség akkori elnöke, Alexander Rueb jóváhagyta a mérkőzés feltételeit, és megállapodás született annak hivatalos ellenőrzéséről.

## Az előzmények
A párosmérkőzést egy nagy nemzetközi női verseny előzte meg, 10 országból 12 résztvevővel, amelyen Vera Menchik nem vett részt, és amelyet Sonja Graf nyert meg. Ez jogosította fel őt arra, hogy ő legyen a világbajnok kihívója. A versenyre néhány héttel a stockholmi sakkolimpia keretén belül zajló hivatalos világbajnoki verseny előtt került sor.
A két versenyző egy alkalommal már megmérkőzött egymással 1934-ben egy négyjátszmás nemhivatalos világbajnoki párosmérkőzés keretében, amelyet Vera Menchik 3–1 arányban nyert meg.

## A mérkőzés lefolyása
A mostani 16 játszmás párosmérkőzésnek is Menchik volt a favoritja. Az első hat játszma után már 5–1-re vezetett, amikor Graf első győzelmét aratta. A félidőben 6–2-re vezetett Menchik, és ez az arány a mérkőzés második felében is hasonló volt: a végeredmény 11,5–4,5 lett. Különösen feltűnő Menchik eredményessége világossal, amellyel 8-ból 7,5 pontot szerzett, míg sötéttel 4–4 lett játszmáik eredménye.
A játszmák alakulása:
| Versenyző    | Ország        | 1 | 2 | 3 | 4 | 5 | 6 | 7 | 8 | 9 | 10 | 11 | 12 | 13 | 14 | 15 | 16 | + | = | - | Pont |
| ------------ | ------------- | - | - | - | - | - | - | - | - | - | -- | -- | -- | -- | -- | -- | -- | - | - | - | ---- |
| Vera Menchik | Csehszlovákia | ½ | 1 | ½ | 1 | 1 | 1 | 0 | 1 | ½ | 1  | 0  | 1  | 1  | 1  | ½  | ½  | 9 | 5 | 2 | 11½  |
| Sonja Graf   | Németország   | ½ | 0 | ½ | 0 | 0 | 0 | 1 | 0 | ½ | 0  | 1  | 0  | 0  | 0  | ½  | ½  | 2 | 5 | 9 | 4½   |

## A párosmérkőzés néhány játszmája
- Vera Menchik vs Sonja Graf-Stevenson, világbajnoki párosmérkőzés, 1937. 1–0
- Sonja Graf-Stevenson vs Vera Menchik, wcm, 1937. 1–0
- Vera Menchik vs Sonja Graf-Stevenson, wch m, 1937. 1–0
- Vera Menchik vs Sonja Graf-Stevenson, wch m, 1937. 1–0
- Vera Menchik vs Sonja Graf-Stevenson, wch m, 1937. 1–0